# С'єнгкхор
С'єнгкхор — один з районів (лаос. ເມືອງ муанг) провінції Хуапхан, Лаос.